# 清水将夫
清水 将夫（、1908年〈明治41年〉10月5日 - 1975年〈昭和50年〉10月5日）は、日本の俳優。旧字体：淸水將夫。
明治大学中退後、滝沢修や宇野重吉らと共に劇団民藝を結成し、死去するまで劇団の代表的俳優として活躍した。また、映画俳優として戦前期から松竹キネマ・新興キネマの作品に出演し、戦後も舞台活動の傍らバイプレーヤーとして数多くの作品に出演した。黒澤明監督作品の常連でもあり、出演本数は300本以上にのぼる。
妻は女優の高野由美。

## 来歴・人物

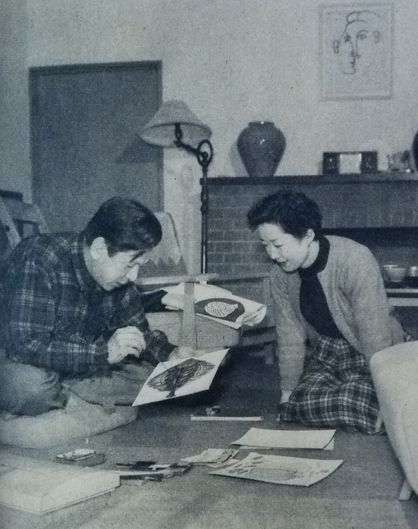
妻・高野由美とともに（1955年）

1908年（明治41年）10月5日、東京府東京市牛込区に生まれる。明治中学在学中から、キリスト教青年会の演劇サークルに入り、新劇に興味を抱く。1926年（大正15年）、明治大学文科に入学後、新劇俳優を目指す。翌1927年（昭和2年）に明治大学を中退して畑中蓼坡率いる新劇協会に研究生として入り、『クレオパトラ』で初舞台を踏む。1929年（昭和4年）に新劇協会は解散するが、その後も畑中に師事。畑中の新国劇入りに同行を誘われるが、辞退して仲間と市民座を旗揚げし、新劇の世界に残った。1930年（昭和5年）、市民座の解散後には小杉義男に勧められて劇団築地小劇場の『幽霊』北海道巡演に参加するが、途中で退団して帰京する。
1931年（昭和6年）、本郷座の支配人をつとめていた従兄・船越弁三郎から映画俳優に転向するよう勧められ、松竹蒲田撮影所に入社。当初は大部屋俳優の一人だったが、松竹の看板スターだった鈴木伝明、岡田時彦、高田稔らが不二映画社を作って独立したため、急遽、端整な顔立ちだった清水が主演スターに抜擢され、『桃色の誘惑』で主演デビューする。しかし、当時活躍していた江川宇礼雄、竹内良一、岡譲二に比べると精彩を欠き、また自身も映画俳優として疑問を感じ始め、1932年（昭和7年）に松竹を退社する。
1935年（昭和10年）、新興キネマ東京撮影所に入社し、『愛怨峡』などで主役または準主役として活躍する。1939年（昭和14年）、「新興現代劇部の革新」を目的に、のちに妻となる高野由美をはじめ同社俳優の河津清三郎や菅井一郎らと共に研究会「水曜会」を結成するが、会社側が水曜会を受け入れなかったため、フリーランスの俳優集団である第一協団を結成して新興キネマを退社する。1942年（昭和17年）、信欣三や宇野重吉らと移動劇団「瑞穂劇団」を結成し、農村漁村を巡演。1943年（昭和18年）には滝沢修らと芸文座を創立する。この間も東宝と契約を結び、多くの映画に脇役出演している。1944年（昭和19年）、応召で中国へ従軍して敗戦後に帰国する。
戦後、滝沢らの東京芸術劇場に入るが、1947年（昭和22年）に分裂し、滝沢と共に民衆芸術劇場（第一次民藝）の結成に参加。1950年（昭和25年）には劇団民藝（第二次民藝）を創立し、その中心的存在となる。『炎の人』『オットーと呼ばれる日本人』など多くの舞台で重要な役を演じた。
また、堅実なバイプレイヤーとして映画やテレビドラマにも出演。特に黒澤明監督作品の常連であり、『生きる』『椿三十郎』など計9作に出演している。そのほか、溝口健二監督『山椒大夫』、山本薩夫監督『白い巨塔』といった巨匠監督の作品から、日活のアクション映画・青春映画に至るまで、数多くの名作・話題作に出演した。
1975年（昭和50年）、野上弥生子原作『迷路』の劇団公演で各地を回っていたが、同年7月に帰京してから脊椎関係の病気で中央鉄道病院に入院し、10月5日午前4時40分に肺炎を併発して死去。67歳没、生没同日であった。

## 出演作品

### 映画
- 桃色の誘惑（1931年、松竹キネマ）
- 淑女倶楽部（1931年、松竹キネマ）
- 満州行進曲（1932年、松竹キネマ） - 大高四郎
- 貞操問答（1935年、入江ぷろ） - 小池
- 三聯花（1935年、新興キネマ） - 一郎
- ふるさとの歌（1936年、高田プロ） - 桜井
- 大尉の娘（1936年、新興キネマ） - 松雄
- 武器なき人々（1936年、新興キネマ） - 新聞記者
- 愛の山河（1937年、新興キネマ） - 高山博士
- 愛怨峡（1937年、新興キネマ） - 滝沢謙吉
- 海軍爆撃隊（1937年、新興キネマ） - 海軍飛行中尉鳴海駿
- 花ひらく（1937年、新興キネマ） - 杉村画伯
- 懐かしの我が子（1938年、新興キネマ） - 番頭栄吉
- 露営の歌（1938年、新興キネマ） - 三浦医師
- 愛国行進曲（1938年、新興キネマ） - 佐田一等兵
- 乙女ごころ（1938年、新興キネマ） - 裁判長
- あゝ故郷（1938年、新興キネマ） - 坂本和夫
- 噫！南郷少佐（1938年、新興キネマ） - 吉田大尉
- 亜細亜の娘（1938年、新興キネマ） - 同中隊長
- 白衣の兵隊（1939年、新興キネマ） - 前田軍医
- 供艶録（1939年、新興キネマ） - 医師浅野
- 女性開眼（1939年、新興キネマ） - 矢島伯爵
- 夢ならぬ恋（1939年、新興キネマ） - 財界ゴロ奥田
- 花園の結婚（1939年、新興キネマ） - 町須画伯
- 情熱の翼（1940年、新興キネマ） - 鳥川弁護士
- 元禄忠臣蔵 前篇（1941年、興亜映画） - 加藤越中守
- 南海の花束（1942年、東宝映画） - 操縦士西條
- 母は死なず（1942年、東宝映画） - 専務
- ハワイ・マレー沖海戦（1942年、東宝映画） - 秋山飛行長[8]
- 決戦の大空へ（1943年、東宝映画） - 飛行分隊長
- 望楼の決死隊（1943年、東宝映画） - 杉山巡査
- あさぎり軍歌（1943年、東宝映画） - 徳川慶喜
- 熱風（1943年、東宝映画） - 佐々木
- 浪曲忠臣蔵（1943年、東宝） - 浅野内匠頭
- 楽しき哉り人生（1944年、東宝） - 呉服屋
- 加藤隼戦闘隊（1944年、東宝）
- 民衆の敵（1946年、東宝） - 将官
- 明日を創る人々（1946年、東宝） - 岡本の課長
- 麗人（1946年、東宝） - 河田先生
- 人生とんぼ返り（1946年、東宝） - 樋口
- 或る夜の殿様（1946年、東宝） - 山崎勝五郎
- わが青春に悔なし（1946年、東宝） - 筥崎教授
- 愛の宣言（1946年、東宝） - 万華生命保険支店長
- 安城家の舞踏会（1947年、松竹） - 新川
- 四つの恋の物語 第四話（1947年、東宝） - 刑事
- 素晴らしき日曜日（1947年、東宝） - ダンスホールの支配人
- 今ひとたびの（1947年、東宝） - 刑事
- 醉いどれ天使（1948年、東宝） - 親分
- 破戒（1948年、松竹） - 町会議員
- わが生涯のかがやける日（1948年、松竹） - 平林達造
- 四人目の淑女（1948年、松竹） - 弁護士
- わが恋は燃えぬ（1949年、松竹） - 坂崎武
- 殺人鬼（1949年、松竹） - 部長検事
- こんな女に誰がした（1949年、東横映画） - 小池の夫
- 痴人の愛（1949年、大映） - 吉岡
- 野良犬（1949年、映画芸術協会・新東宝） - 被害者・中村の夫
- 暴力の街（1950年） - 岡野
- 醜聞（1950年、松竹） - 裁判長
- 七色の花（1950年、東横映画） - 竹中
- 真珠夫人（1950年、大映） - 杉野
- 三悪人と赤ん坊（1950年、大映） - 加藤刑事
- 處女峰（1950年、大映） - 谷口英助
- 黄金バット 摩天楼の怪人（1950年、新映画社） - 堀江警部
- 風にそよぐ葦 後編（1951年、東横映画） - 松本局長
- おぼろ駕籠（1951年、松竹） - 多治見典蔵
- 自由学校（1951年、松竹） - 辺見
- 熱砂の白蘭（1951年、第一協団） - 瀬戸
- 盗まれた恋（1951年、新東宝） - 吉崎画商
- 西城家の饗宴（1951年、大映） - 水野長太郎
- 花ある怒濤（1951年、大映） - 大島
- 愛妻物語（1951年、大映） - 増田
- 死の断崖（1951年、東宝） - 動物園園長
- 赤道祭（1951年、東宝） - 貨物船船長
- 慶安秘帖（1952年、東宝） - 松平伊豆守
- 或る夜の出来事（1952年、民藝・新映画社） - 辻本記者
- 西鶴一代女（1952年、新東宝） - 菊小路
- 箱根風雲録（1952年、新星映画） - 老中保科正之
- 原爆の子（1952年、近代映画協会） - 石川利明
- 思春期（1952年、東宝） - 中里信之
- 生きる（1952年、東宝） - 医師
- 激流（1952年、東宝） - 松田所長
- 母のない子と子のない母と（1952年、新教映） - 校長先生
- 縮図（1953年、新東宝） - 梅村医師
- 千羽鶴（1953年、大映） - 三谷浩造
- 嫁ぐ今宵に（1953年、新映プロ） - 福井社長
- 地獄門（1953年、大映） - 信頼
- 夜明け前（1953年、新東宝） - 寿平次
- 太平洋の鷲（1953年、東宝） - 鹿島中佐[8]
- 妻（1953年、東宝）
- 叛乱（1954年、新東宝） - 山口大尉
- 四人の母（1954年、大映） - 三好達男
- 番長皿屋敷 お菊と播磨（1954年、大映） - 旗本加賀爪
- 山椒大夫（1954年、大映） - 平正氏
- 続坊ちゃん社員（1954年、東宝） - 社長
- 太陽のない街（1954年、新星映画） - 大川社長
- かくて夢あり（1954年、日活） - 赤間蔵六
- 人生劇場望郷篇 三州吉良港（1954年、東映） - 志下狂一
- 泥だらけの青春（1954年、日活） - 石川監督
- 日本敗れず（1954年、新東宝） - 滝川侍従
- 忠臣蔵 花の巻・雪の巻（1954年、松竹） - 荒木十左衛門
- 隼の魔王（1955年、東映） - 川瀬東介
- 生きとし生けるもの（1955年、日活） - 業務部長
- 不滅の熱球（1955年、東宝） - 米井徳造
- ゴジラの逆襲（1955年、東宝） - 田所博士[1][2][3]
- 由起子（1955年、東映） - ホテル支配人
- 男ありて（1955年、東宝） - 瀬川記者
- おえんさん（1955年、東宝） - 谷清太郎
- 狼（1955年、近代映画協会） - 東洋生命支社営業部長
- おしゅん捕物帖 謎の尼御殿（1955年、日活） - 長崎屋市右衛門
- 自分の穴の中で（1955年、日活） - 藤田
- 生きものの記録（1955年、東宝） - 山崎隆雄
- 丹下左膳シリーズ（日活） - 老中
  - 丹下左膳 乾雲の巻（1956年）
  - 丹下左膳 坤龍の巻（1956年）
  - 丹下左膳 完結篇（1956年）
- 神阪四郎の犯罪（1956年、日活） - 三景書房社長
- 太陽の季節（1956年、日活） - 父・洋一
- 殺人計画完了（1956年、日活） - 川崎平助
- しあわせはどこに（1956年、日活） - 芝田専務
- 病妻物語 あやに愛しき（1956年、民藝） - 南部病院の院長
- 夏の嵐（1956年、日活） - 教頭
- 感傷夫人（1956年、日活） - 間庭左門
- 孤獨の人（1957年、日活） - 吉彦の父
- 私は前科者である（1957年、日活） - 高塚
- 「廓」より 無法一代（1957年、日活） - 碇川虎吉
- フランキーの宇宙人（1957年、日活） - 星野編集長
- 勝利者（1957年、日活） - 宮川圭介
- 倖せは俺等のねがい（1957年、日活） - 大木成吉
- 今日のいのち（1957年、日活） - 鳥羽宗広
- 月下の若武者（1957年、日活） - 藤原頼通
- 危険な年齢（1957年、日活） - 父浩三
- 鳴門秘帖（1957年、大映） - 竹屋三位有位
- 黒い河（1957年、松竹） - 黒木
- 殺したのは誰だ（1957年、日活） - 紳士
- 地上（1957年、大映） - 父達造
- 危し!伊達六十二万石（1957年、新東宝） - 酒井雅楽頭
- 禁じられた唇（1958年、日活） - 大館
- 錆びたナイフ（1958年、日活） - 間野真吾
- 張込み（1958年、松竹） - 横川仙太郎
- 白い悪魔（1958年、日活） - 白戸宗太郎
- 忠臣蔵（1958年、大映） - 柳沢出羽守
- 命を賭ける男（1958年、大映） - 松平伊豆守
- 死の壁の脱出（1958年、日活） - 後姿の男
- 嵐の中を突っ走れ（1958年、日活） - 五井明世
- 傷痕の掟（1959年、日活） - 梶川剛造
- 大東亜戦争と国際裁判（1959年、新東宝） - 広田弘毅
- 網走番外地（1959年、日活） - 裁判長
- 第五福竜丸（1959年、近代映画協会） - 都目博士
- 今日に生きる（1959年、日活） - 杉浦部長
- JA750号機行方不明（1959年、日活） - 支局長宮村
- 脅迫の影（1959年、日活） - フランク劉
- 山と谷と雲（1959年、日活） - 古田
- その壁を砕け（1959年、日活） - 警察署長
- 事件記者シリーズ（日活） - 西郷
  - 事件記者（1959年）
  - 事件記者 真昼の恐怖（1959年）
  - 事件記者 仮面の強迫（1959年）
- 世界を賭ける恋（1959年、日活） - 村岡壮吾
- 清水の暴れん坊（1959年、日活） - 児島仙之助
- 波止場の無法者（1959年、日活） - 原船長
- 「キャンパス110番」より 学生野郎と娘たち（1960年、日活） - 長岡
- 青年の樹（1960年、日活） - 桜井
- 静かな脱獄者（1960年、日活） - 古沢種吉
- 女妖（1960年、大映） - 伊豆井の親分
- 武器なき斗い（1960年、大東映画） - 渡辺
- 天下を取る（1960年、日活） - 田島社長
- 女妖（1960年、大映） - 伊豆井の親分
- 疾風小僧（1960年、日活） - 笠井
- 波濤を越える渡り鳥（1961年、日活） - ロチャ・ナ・ブリ
- 街から街へつむじ風（1961年、日活） - 田島社長
- お嬢さん（1961年、大映） - 藤沢一太郎
- 処刑前夜（1961年、日活） - 裁判長
- 大暴れマドロス野郎（1961年、日活） - 水原荘太郎
- 俺は死なないぜ（1961年、日活） - 父研作
- いのちの朝（1961年、日活） - 村野勇彦
- あいつと私（1961年、日活） - 浅田金吾
- 椿三十郎（1962年、東宝） - 大目付菊井
- 姿なき追跡者（1962年、日活） - 秋津達之助
- 銀座の恋の物語（1962年、日活） - 春山
- 上を向いて歩こう（1962年、日活） - 正一郎
- 山河あり（1962年、松竹） - 黒川
- 夜の傾斜（1962年、宝塚映画） - 川地大作
- 若くて、悪くて、凄いこいつら（1962年、日活） - 佐倉総一郎
- 激しい河（1962年、日活） - 白石博士
- 女の一生（1962年、大映） - 吉江大作博士
- 太平洋の翼（1963年、東宝） - 軍令部A参謀[8]
- 青い山脈（1963年、日活） - 寺沢修蔵（新子の父）
- 泥だらけの純情（1963年、日活） - 公安委員・大山
- 青春を返せ（1963年、日活） -一の瀬弁護士
- 天国と地獄（1963年、東宝） - 刑務所長
- 若い仲間たち うちら祇園の舞妓はん（1963年、宝塚映画） - 町田栄介
- 午前零時の出獄（1963年、日活） - 渡辺局長
- 霧子のタンゴ（1963年、日活） - 父亮三
- エデンの海（1963年、日活） - 節子の父
- 秘剣 （1963年、東宝） - 島村十左衛門
- 風が呼んでる旋風児 銀座無頼帖（1963年、日活） - 田沼博士
- 赤いハンカチ（1964年、日活） - 公安委員
- こんにちは、20歳（1964年、日活） - 野村教授
- こんにちは赤ちゃん（1964年、日活） - 宇田川
- 潮騒（1964年、日活） - 灯台長
- 敗れざるもの（1964年、日活） - 塩見博士
- 博徒ざむらい（1964年、大映） - 甲州屋助蔵
- 男の紋章 喧嘩状（1964年、日活） - 藤野
- 若草物語（1964年、日活） - 野沢章二郎
- 乞食大将 (1964年、大映) - 徳川家康
- 証人の椅子（1965年、大映） - 地裁裁判長
- さすらいは俺の運命（1965年、日活） - 貴島
- 大空に乾杯（1966年、日活） - 立花啓左衛門
- 夜のバラを消せ（1966年、日活）
- 白い巨塔（1966年、大映） - 河野正徳（被告側代理人）
- 佐々木小次郎（1967年、東宝） - 長岡佐渡
- 花の宴（1967年、松竹） - 岩村専造
- 颱風とざくろ（1967年、東宝） - 坂本信太郎
- 青春太郎（1967年、東宝） - 長谷川常務
- 黒部の太陽（1968年、三船プロ＝石原プロ） - 田山（地質学者）
- 陸軍中野学校 開戦前夜（1968年、大映） - 大原秀人
- 怪談雪女郎（1968年、大映） - 慈雲
- 首（1968年、東宝） - 高林浩三
- ある少女の告白 純潔 (1968年、日活)
- わが命の唄 艶歌（1968年）
- 8.15シリーズ（東宝）
  - 連合艦隊司令長官 山本五十六（1968年） - 栗田司令官[8]
  - 日本海大海戦（1969年） - 戸塚院長[8]
  - 激動の昭和史 軍閥（1970年） - 来栖全権特使
- 野獣を消せ（1969年、日活） - 山室剛平
- 花ひらく娘たち（1969年）
- 風林火山（1969年、三船プロ） - 横田備中
- やくざ番外地（1969年、日活） - 高瀬伸作
- 荒い海 (1969年)
- 富士山頂（1970年、日活） - 伊佐山長官
- 愛の化石（1970年、石原プロ） - 津久井常務
- 野獣都市（1970年、東宝） - 市原
- 戦争と人間 第一部（1970年、日活） - 市来善兵衛
- 雨は知っていた（1971年、東宝） - 裁判長
- 男はつらいよ 寅次郎夢枕（1972年、松竹） - 湯中教授
- 俺の選んだ女（1976年、東宝） - 鷲尾重役

### テレビドラマ
- 大人は嘘をつく（1955年、NTV）
- 東芝日曜劇場（KR→TBS）
  - 第10回「幽霊屋敷」（1957年）
  - 第47回「古瀬戸」（1957年）
  - 第48回「ぶっつけ本番」（1957年）
  - 第66回「吉葉山物語」（1958年）
  - 第121回「大石最後の日 元禄忠臣蔵から」（1959年）
  - 第135回「心中宵庚申」（1959年）
  - 第194回「愛のしらべ」（1960年）
  - 第222回「赤ちゃん誕生」（1961年）
  - 第225回「雨の庭」（1961年）
  - 第252回「女房というもの」（1961年）
  - 第274回「柿の木の下」（1962年）
  - 第278回「探偵女房」（1962年）
  - 第296回「上臈の人」（1962年）
  - 第298回「東京一淋しい男」（1962年）
  - 第307回「慕情」（1962年）
  - 第347回「札幌夫人」（1963年）
  - 第348回「続・東京一淋しい男」（1963年）
  - 第372回「女と足袋」（1964年）
  - 第384・385回「愛と死をみつめて」（1964年）
  - 第429回「雪崩の行方」（1965年）
  - 第454・455回「太陽がまぶしい」（1965年）
  - 第504回「蛍火」（1966年）
  - 第519回「こわれない椅子」（1966年）
  - 第538回「虹」（1967年）
  - 第568回「愛のしらべ」（1967年）
  - 第606回「夏の日」（1968年）
  - 第612回「小指」（1968年）
  - 第626回「どっきり花嫁」（1968年）
  - 第634回「うちの親爺」（1969年）
  - 第636回「化粧」（1969年）
  - 第651回「どっきり花嫁 その2」（1969年）
  - 第670回「どっきり花嫁 最終回」（1969年）
  - 第692回「梅一輪」（1970年）
  - 第735回「一筆啓上致します」（1971年）
  - 第748回「女の庭」（1971年）
  - 第845回「初蕾」（1973年）
  - 第870回「もの言わぬ愛」（1973年）
  - 第949回「女ふたり」（1975年）
  - 第973回「娘よ」（1975年）
- 山一名作劇場 / 本日休診（1957年、NTV）
- プレイハウス（NHK）
  - 恋愛ダービー（1957年）
  - 社長命令（1957年）
- ウロコ座（KR）
  - 第66回「姫重態」（1957年）
  - 第89回「細君三日天下」（1958年）
- 夫婦百景（NTV） 
  - 第1回「若い若い夫婦」（1958年）
  - 第173回「一茶と新妻」（1961年）
- おかあさん（KR）
  - 第1シリーズ 第5回「トラムペットの子守唄」（1958年）
  - 第2シリーズ 第212回「そして迎える朝は」（1963年）
- 事件記者（NHK） - 西郷
  - 第24話「暗い過去」（1959年）
  - 第26話「灰色の手」（1959年）
  - 第34話「割り符」（1959年）
- 東芝土曜劇場（CX）
  - 第1回「左の腕」（1959年）
  - 第11回「失敗」（1959年）
  - 第18回「百足ちがい」（1959年）
  - 第21回「おしくらまんじゅう」（1959年）
  - 第146回「検事の新妻」（1962年）
  - 第238回「みんなが見ている」（1963年）
- お好み日曜座 / 花嫁と警笛（1959年、NHK）
- サンヨーテレビ劇場（KR） 
  - おばあさん（1959年）
  - 平和な物語（1960年）
- 母と子 第26回「ゆずり葉」（1959年、CX）
- スリラー劇場・夜のプリズム 第26回「茶色の小瓶」（1959年、NTV）
- テレビ劇場（NHK） 
  - 36号室（1959年）
  - 昨日の虹（1960年）
  - ワシントンの日本人（1960年） - 新見豊前守
- 指名手配 第3回「運転手強殺事件」（1959年、NET）
- 日立劇場（NHK）
  - 第3話「森の石松」（1959年）
  - 第6話「紙の牙」（1959年）
- 独航船（1959年、NHK） - 船主・大崎
- この情報を買ってくれ（1959年、CX） - 中川代議士
- ゴールデン劇場 / 鉄道唱歌物語（1959年、NTV）
- 三菱ダイヤモンド劇場・直木賞シリーズ（CX）
  - 第8話・第9話「ボロ家の春秋」（1959年）
  - 第31話・第32話「鏨師」（1960年）
- 文芸劇場（NET） 
  - 雲の涯（1960年）
  - 命みぢかし（1960年） - 山上
  - パパの秘密（1960年）
- 東レサンデーステージ 第2話「美しき人々」（1960年、NTV）
- 百万人の劇場 / 木村長門守（1960年、CX）
- NECサンデー劇場（NET）
  - 錯乱（1960年）
  - 奉教人の死（1961年）
- 源氏鶏太シリーズ / 印度更紗（1960年、KR）
- 名作菊五郎劇場 / 米百俵（1961年、NET）
- テレビ指定席 / 社長室（1961年、NHK）
- 創作劇場 / 室内楽（1961年、NHK）
- ソフラン座「若い川の流れ」（1962年、CX） - 川崎大三
- 松本清張シリーズ・黒の組曲 第1回「駅路」（1962年、NHK）
- ポーラ名作劇場 第7回「花は偽らず」（1963年、MBS）
- 大河ドラマ（NHK） 
  - 花の生涯（1963年） - 井伊直亮
  - 赤穂浪士（1964年） - 仙石伯耆守
  - 源義経（1966年） - 藤原基成
  - 春の坂道（1971年） - 浅野長政
- シャープ火曜劇場 第83回「河のほとりで」（1963年、CX）
- 近鉄金曜劇場（TBS）
  - 幻の寺（1964年）
  - 剣（1964年）
  - 突っ走れ!落第生（1966年）
- 娘の結婚 第14回「太郎と晴子」（1964年、NTV）
- 判決（NET） 
  - 第84話「愛のゆくえ」（1964年） - 雄二
  - 第161話「ダニ」（1965年） - 原総務部長
  - 第192話「いつかその日が」（1966年）
- 日本映画名作ドラマ / 他人のこと（1964年、NET）
- 風雪 / 博愛社起源（1964年、NHK） - 大給恒
- 東京警備指令 ザ・ガードマン（1965年、TBS / 大映テレビ） - 三原チーフ ※DVD発売
- 日産スター劇場（NTV）
  - 素敵な犬と可愛い猫と（1965年）
  - おれの女だ（1966年）
- 七人の刑事（TBS） 
  - 第188話「あっちの水」（1965年）
  - 第217・218話「闇をのがれて」（1966年）
- シオノギテレビ劇場（CX）
  - 帰郷（1965年）
  - 鶴八鶴次郎（1966年）
- NHK劇場（NHK）
  - ひとりぼっちの廊下（1967年）
  - 平和（1968年）
- 東京バイパス指令（1968年、NTV） - 木村警視監
- 夜の主役（1968年、NTV / 大映テレビ） - 伊東弁護士
- おんなの劇場 / 出雲の女（1969年、CX）
- 銀河ドラマ（NHK）
  - 西陣模様（1969年）
  - 真昼の日食（1969年）
  - 白鳥の歌なんか聞えない（1972年）
- ケンちゃんシリーズ（TBS） - おじいさん（レギュラー）
  - ケンちゃんトコちゃん（1970年）
  - ケーキ屋ケンちゃん（1972年 - 1973年）
- 大忠臣蔵（1971年、NET） - 落合与左衛門
- ワン・ツウ アタック! 第4話「青春はまっしぐら」（1971年、12CH） - 外科医・長沢
- レッツ・ゴー ミュンヘン! 第11話「世界に挑めサンダー・ボール」（1971年、12CH） - バレーボール協会理事長・前川
- ありがとう 第2シリーズ（1972年 - 1973年、TBS） - 十儀介役（レギュラー）（第22話～最終話）[注釈 2]
- 赤ひげ 第23話「沢根屋おとき」（1973年、NHK） - 喜兵衛
- 加那子という女 第2話（1973年、NTV） - 加東
- 女・その愛のシリーズ / 鶴八鶴次郎（1973年、NET）
- 銀河テレビ小説 / 宗方姉妹（1973年、NHK）
- 座頭市物語 第16話「赤城おろし」（1975年、CX / 勝プロ） - 勘助
- 鬼平犯科帳 第19話「いろおとこ」（1975年、NET / 東宝） - 市兵衛
- 華麗なる一族（1975年、MBS） - 宮本長期開発銀行頭取

### 舞台
- 三笑（1943年） - 野村広次 ※芸文座旗揚げ公演
- 破戒（1948年、民衆芸術劇場）
- たくみと恋（1948年、民衆芸術劇場）
- 山脈（1949年、民衆芸術劇場）
- かもめ（1950年、劇団民藝） - ソーニン
- 炎の人（1951年・1969年、劇団民藝） - ポール・ゴーガン
- 三太物語（1951年、劇団民藝） - 仙爺
- その妹（1951年、劇団民藝） - 古本屋
- 五稜郭血書（1952年、劇団民藝） - 小林屋重吉
- 十三階段（1952年、劇団民藝） - 尾形幾之進
- 冒した者（1952年、劇団民藝） - 舟木
- 厳頭の女（1952年、劇団民藝） - 大野木清六
- あっぱれクライトン（1953年、劇団民藝） - クライトン
- 日本の気象（1953年、劇団民藝） - 八十島台長
- 民衆の敵（1953年、劇団民藝） - モンテン・キール
- 幽霊やしき（1954年、劇団民藝） - 金田耕三
- 闇の力（1954年、劇団民藝） - ニキータ
- 神は知っていた（1954年、劇団民藝） - ダニエル・ドウブエ
- 愛は死をこえて（1955年、劇団民藝） - アーヴィング
- 女の声（1955年、劇団民藝） - 谷村政夫
- ヴィルヘルム・ヘル（1955年、劇団民藝） - アティングハウゼン
- 大和の村（1955年、劇団民藝） - 大橋武雄
- 帰らぬ人（1956年、劇団民藝） - 趙組織部長
- 最後の人びと（1956年、劇団民藝） - イワン・コロミーツェフ
- 遠い凱歌（1956年、劇団民藝） - 川田勇蔵
- セールスマンの死（1957年、劇団民藝） - チャーレェ
- 人形の家（1958年、劇団民藝） - ヘルマア
- 法隆寺（1958年、劇団民藝） - ソガノウマコ
- ボーギィとベス（1958年、劇団民藝） - ジェーク
- 夜の季節（1959年、劇団民藝） - 加茂昇吾
- どん底（1960年、劇団民藝） - サーチン
- 橋からの眺め（1960年、劇団民藝） - アルフェイリ
- 火山灰地（1961年、劇団民藝） - 唐沢克己
- オットーと呼ばれる日本人（1962年・1966年、劇団民藝） - ジョンスン
- 初恋（1963年、劇団民藝） - チーホン・チモフェーヴィチ
- 狂気と天才（1963年、劇団民藝） - プリンス・オブ・ウェルズ
- 夜明け前（1964年、劇団民藝） - 青山吉左衛門
- 開かれた処女地（1965年、劇団民藝） - ポロフツェフ
- バラが問題だ（1966年、劇団民藝） - ジョン・クリアリイ
- 報いられたもの（1966年、劇団民藝） - レナード・アーズレイ
- 瀬戸内海の子供ら（1967年、劇団民藝） - 旗はん
- うちのお姉さん（1967年、劇団民藝） - ウーホフ
- エレクトラ（1967年、劇団民藝） - 老人
- ヴェニスの商人（1968年、劇団民藝） - ヴェニス公
- ゼロの記録（1968年、劇団民藝） - 平岡
- ジョン・ガブリエル・ボルクマン（1968年、劇団民藝） - ジョン・ガブリエル・ボルクマン
- かもめ（1969年、劇団民藝） - ピョートル・ニコラーエヴィチ・ソーリン
- ロムルス大帝（1970年、劇団民藝） - アキレス
- 七月六日（1970年、劇団民藝）
- 審判（1970年、劇団民藝） - 裁判長
- るつぼ（1971年、劇団民藝） - トマス・パトナム
- 神の代理人（1971年、劇団民藝） - 法王
- 予告の日（1971年、劇団民藝）
- 48才の花嫁さん（1971年、劇団民藝） - ドメニコ
- 三人姉妹（1972年、劇団民藝） - フュラボント
- 円空遁走曲（1973年、劇団民藝） - 領主金森
- 桜の園（1974年、劇団民藝） - ガーエフ
- 才能とパトロン（1974年、劇団民藝） - トウレポフ公爵
- 迷路（1975年、劇団民藝） - 垂水重太